# Орден Зульфикара
Орден Зульфикара или Орден Меча Али — высшая военная награда Шаханшахского Государства Иран, а также современного Ирана.

## История

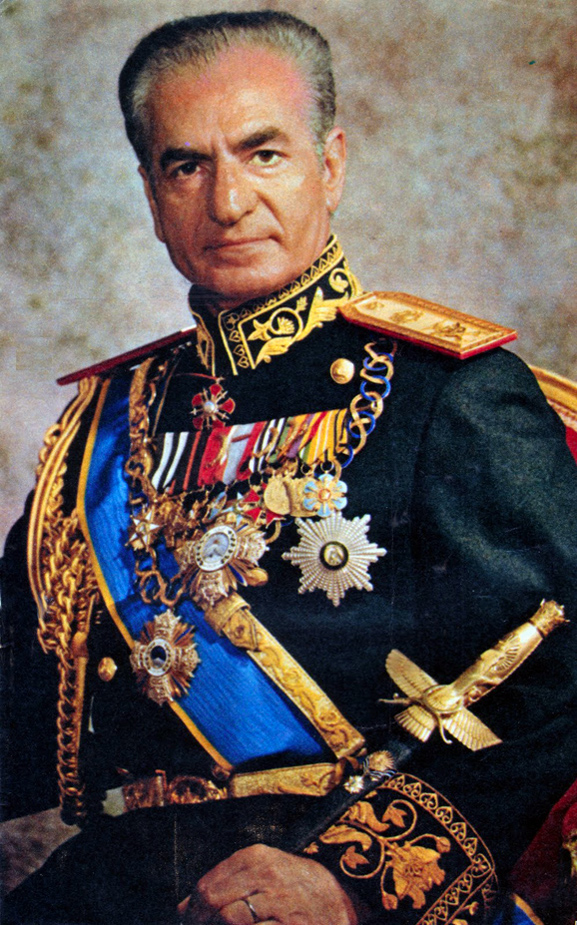
Парадный портрет шахиншаха Мохаммеда Реза Пехлеви. На орденской колодке орден Зульфикара 4 степени первый в ряду. На груди после звезды ордена Пехлеви звезда ордена Зульфикара 2 степени.

Прообразом ордена считается нагрудный знак с изображением Али — исламского «предводителя верных», учрежденный в 1856 году шахом Персии Насреддин-шахом в память о падении Герата. Единственным носителем портрета был сам шахиншах, так что знак был скорее монаршей инсигнией, нежели наградой (орденом). Орден Зульфикара был учрежден первоначально как ведомственная армейская награда 11 августа 1922 года Реза-ханом Пехлеви, тогдашним военным министром и де-факто диктатором Ирана. Датой учреждения ордена принято считать 10 апреля 1925 года, когда Ахмад-шахом был утверждён статут награды, регламентирующий её вручение.
Орден получил своё название по мечу Зульфикару, принадлежавшему пророку Мухаммеду, а после переданного его зятю халифу Али.
Орден вручался за исключительную храбрость на поле боя. Поэтому в правление шаха Резы Пехлеви орден вручался очень редко: сам шах был единственным кавалером третьей степени, небольшое количество генералов было награждены четвёртой степенью.
Звезду второй степени ордена возложил на себя шахиншах Мохаммед Реза Пехлеви в 1949 году (ранее, в декабре 1946 года, он удостоился четвёртой степени за Азербайджанских поход против сепаратистских просоветских «республик» на северо-западе страны).
После Исламской революции 1979 года наряду с другими шахскими наградами орден Зульфикар был упразднён. Однако в 1990 году правительством Исламской Республики Иран была учреждена медаль Зульфикар, что, однако, не говорит о восстановлении ордена.
Орден был восстановлен в 2019 году, когда генерал-майор Касем Сулеймани получил награду впервые с 1979 года.

## Степени
Орден Зульфикара имел четыре степени и медаль:
- Первая степень — знак ордена на чрезплечной ленте и звезда на левой стороне груди.
- Вторая степень — знак ордена на шейной ленте и звезда.
- Третья степень — знак ордена на шейной ленте.
- Четвёртая степень — знак ордена на нагрудной ленте.

## Описание
Знак ордена представляет собой пятиконечную звезду белой эмали с каймой красной эмали и с шариками на концах. Между лучами звезды сияющие штралы, поверх которых наложены два перекрещенных меча Зульфикара. В центре знака круглый медальон с портретом халифа Али в цветных эмалях.
Звезда ордена 1 класса серебряная восьмиконечная, лучи которой покрыты алмазными гранями. В центре круглый медальон с портретом халифа Али в цветных эмалях.
 Лента ордена чёрного цвета с двумя белыми разновеликими полосками.